# Municipio de Hartsell
El municipio de Hartsell (en inglés: Hartsell Township) es un municipio ubicado en el condado de White en el estado estadounidense de Arkansas. En el año 2010 tenía una población de 678 habitantes y una densidad poblacional de 8,78 personas por km².

## Geografía
El municipio de Hartsell se encuentra ubicado en las coordenadas 35°28′21″N 91°41′5″O / 35.47250, -91.68472. Según la Oficina del Censo de los Estados Unidos, el municipio tiene una superficie total de 77.22 km², de la cual 77,13 km² corresponden a tierra firme y (0,11 %) 0,09 km² es agua.

## Demografía
Según el censo de 2010, había 678 personas residiendo en el municipio de Hartsell. La densidad de población era de 8,78 hab./km². De los 678 habitantes, el municipio de Hartsell estaba compuesto por el 98,53 % blancos, el 0,59 % eran amerindios y el 0,88 % eran de una mezcla de razas. Del total de la población el 1,18 % eran hispanos o latinos de cualquier raza.